# Muralisme

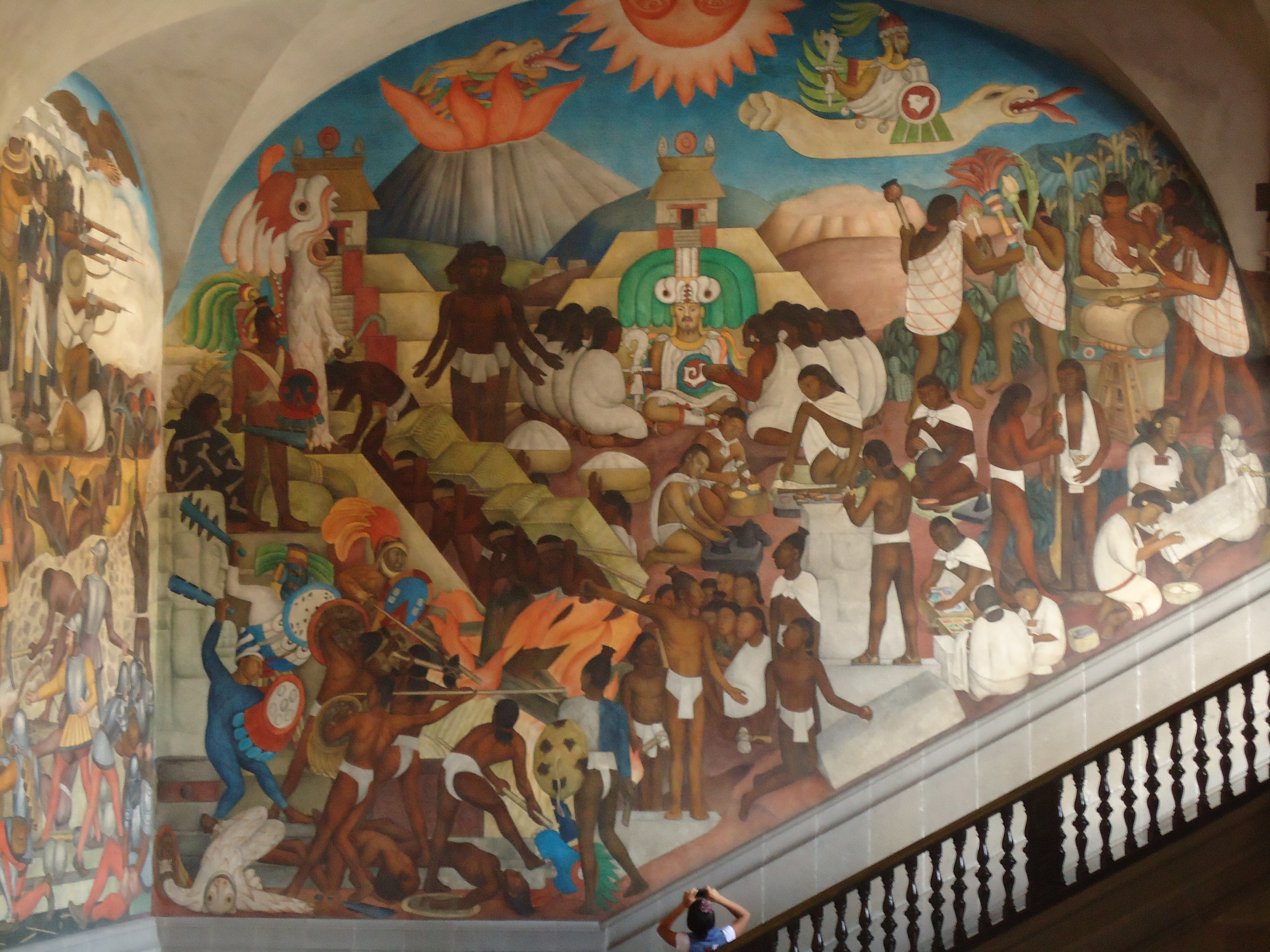
Muurschildering van Diego Rivera

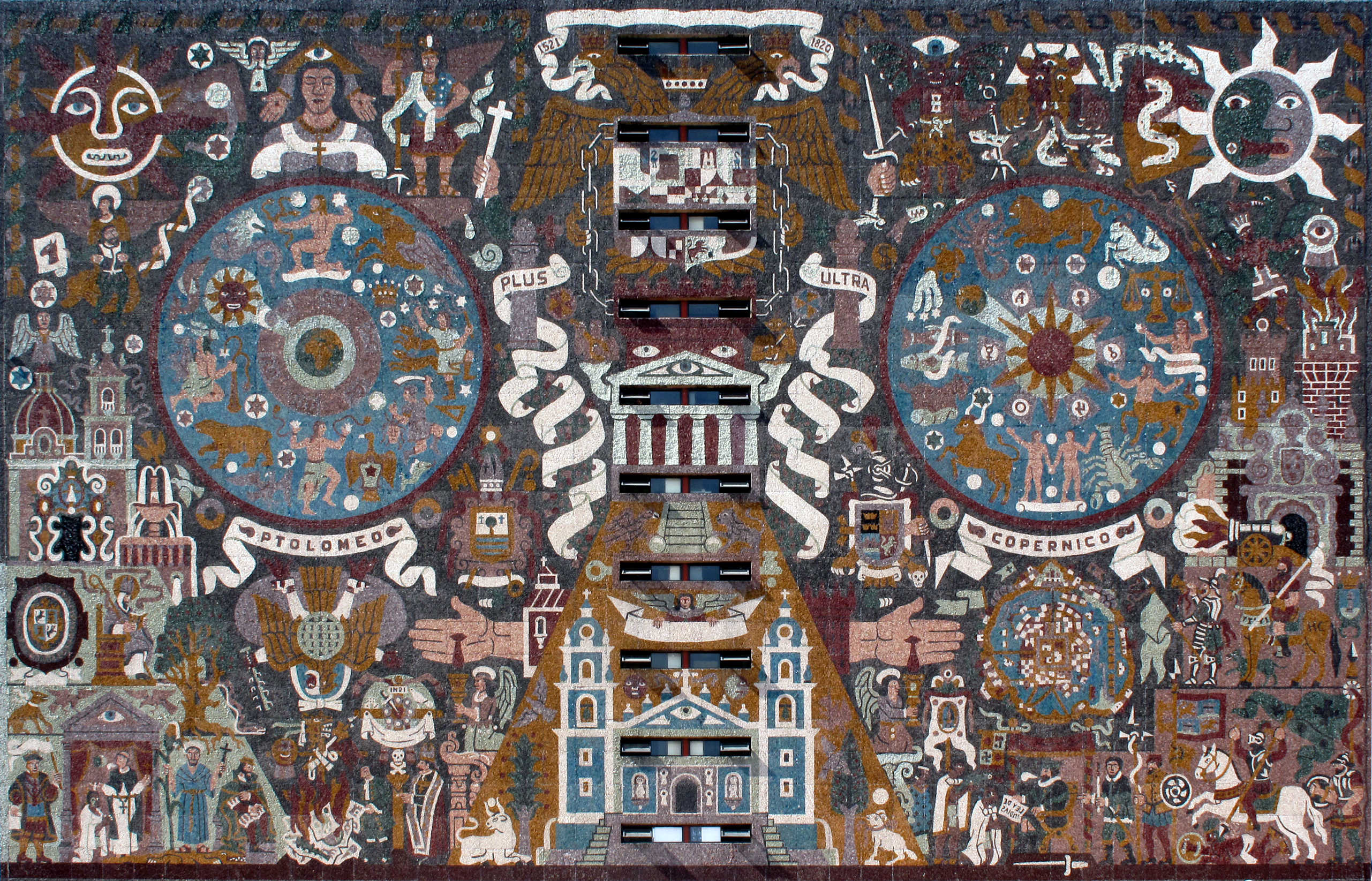
Wandmozaïek van Juan O'Gorman

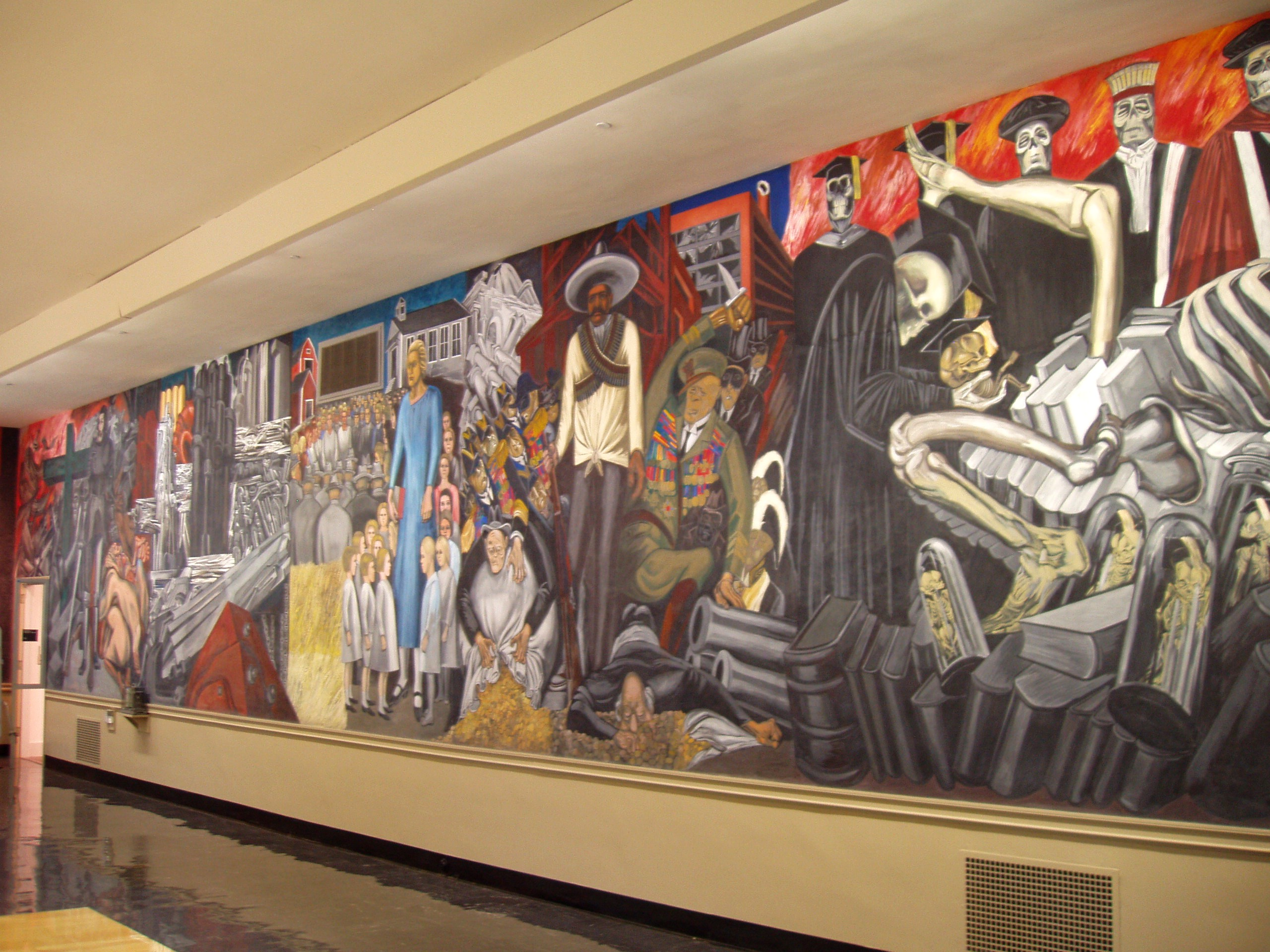
Muurschildering van José Clemente Orozco

Het muralisme (Spaans: muralismo) is een Mexicaanse kunstbeweging.
In Mexico is deze stroming in de revolutie van 1910 verankerd. Het proletariaat had nood aan revolutionaire opvoeding en de republiek had nood aan geschilderde voorbeelden. Schilders gingen dus de klassenstrijd uitbeelden en gingen de geïnstitutionaliseerde revolutie als mythe aan het volk dat amper kon lezen en schrijven, voorstellen in enorme muurschilderingen, Muralismo genaamd. Hun werk werd openbare kunst. De kolossale ruimtes in openbare gebouwen werden tot in de kleinste hoeken gevuld met beelden die overvloedig en soms overtollig aandoen.
Alhoewel de grootste opdrachtgever de staat betrof, was het de vrijheid waarmee de schilders gingen vertellen, die het muralisme levendig maakte. Het is nooit abstract en in alle opzichten verschillend van de kunst in landen met een dictatoriaal regime.
De som van aanbod van opdrachten, politiek klimaat, nood aan socialistisch beeldmateriaal, de bewogen geschiedenis van Mexico en het talent van talrijke schilders, maakten van het muralisme een uniek verschijnsel. Vanaf 1920 spreken we dan ook over "the mural movement" en niet zozeer over muurschilderkunst.
Deze beweging zit vol paradoxen. Schilderingen bedoeld voor de Sovjet-Unie werden uiteindelijk in de Verenigde Staten gerealiseerd. Stalinistisch ingestelde kunstenaars verbleven in de VS en gaven er les. Maar het verhaal van het muralismo is echter ook dat van schilders die elkaar oeverloos gingen bekritiseren en beschuldigen van verraad aan het uitgangspunt van de muralisten.
Uiteindelijk vallen twee schilders, Rivera en Siqueros elkaar aan op een bijeenkomst van de North American Conference of the New Education Fellowschip in augustus 1935. Het verhaal van het muralismo was nochtans heel anders begonnen. Het project Escuela Nacional Preparatoria was een ambitieus idee van de toenmalige minister van onderwijs José Vasconcelos. Hij gaf een aantal kunstenaars de opdracht de muren van de voornoemde school in Mexico stad te beschilderen. Deze school, een voormalig Jezuïetencollege, moest van Vasconcelas uitgroeien tot een centrum van openbaar volksonderricht. Er was onder andere een secretariaat gevestigd dat een alfabetiseringscampagne in het land voerde.
Door de geweldige omvang van hun productie komen drie schilders op het voorplan: Diego Rivera, David Alfaro Siqueiros en José Clemente Orozco. Andere bekende muralisten zijn Dr. Atl, Juan O'Gorman en Silvio Benedetto.

## Afbeeldingen

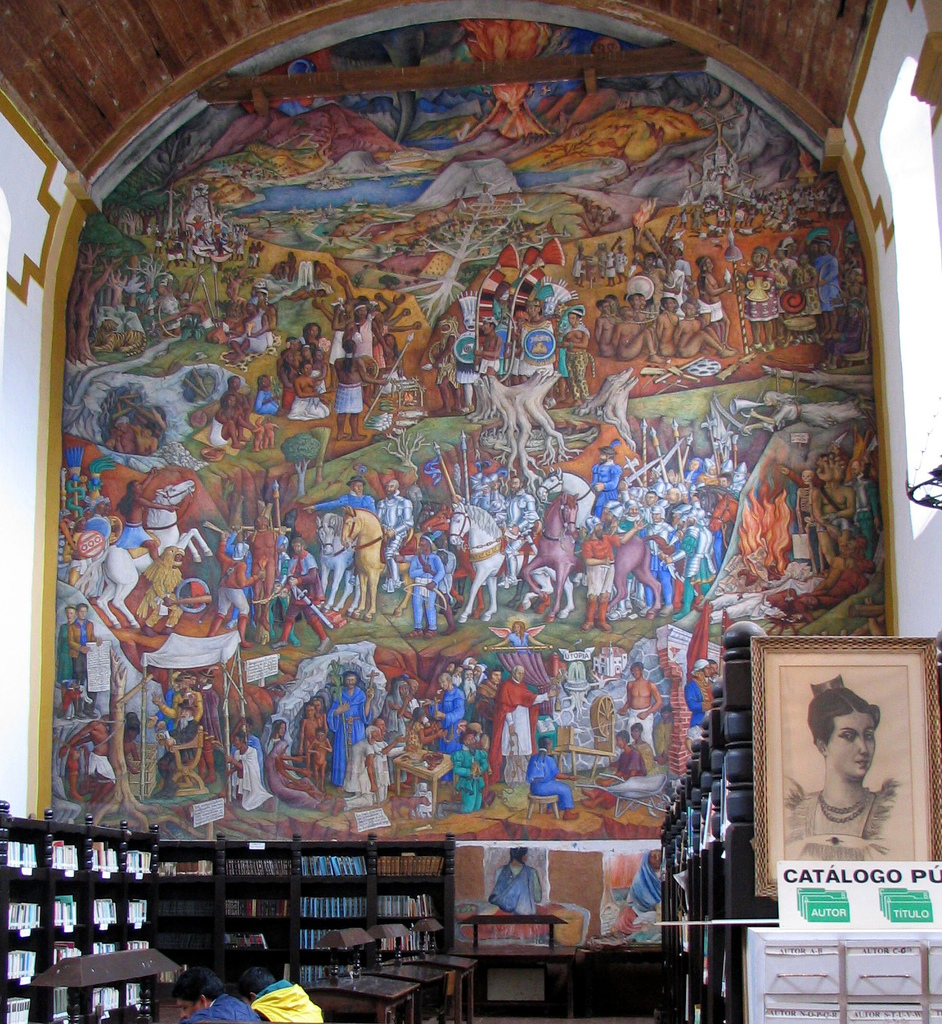
Muurschildering van Juan O'Gorman
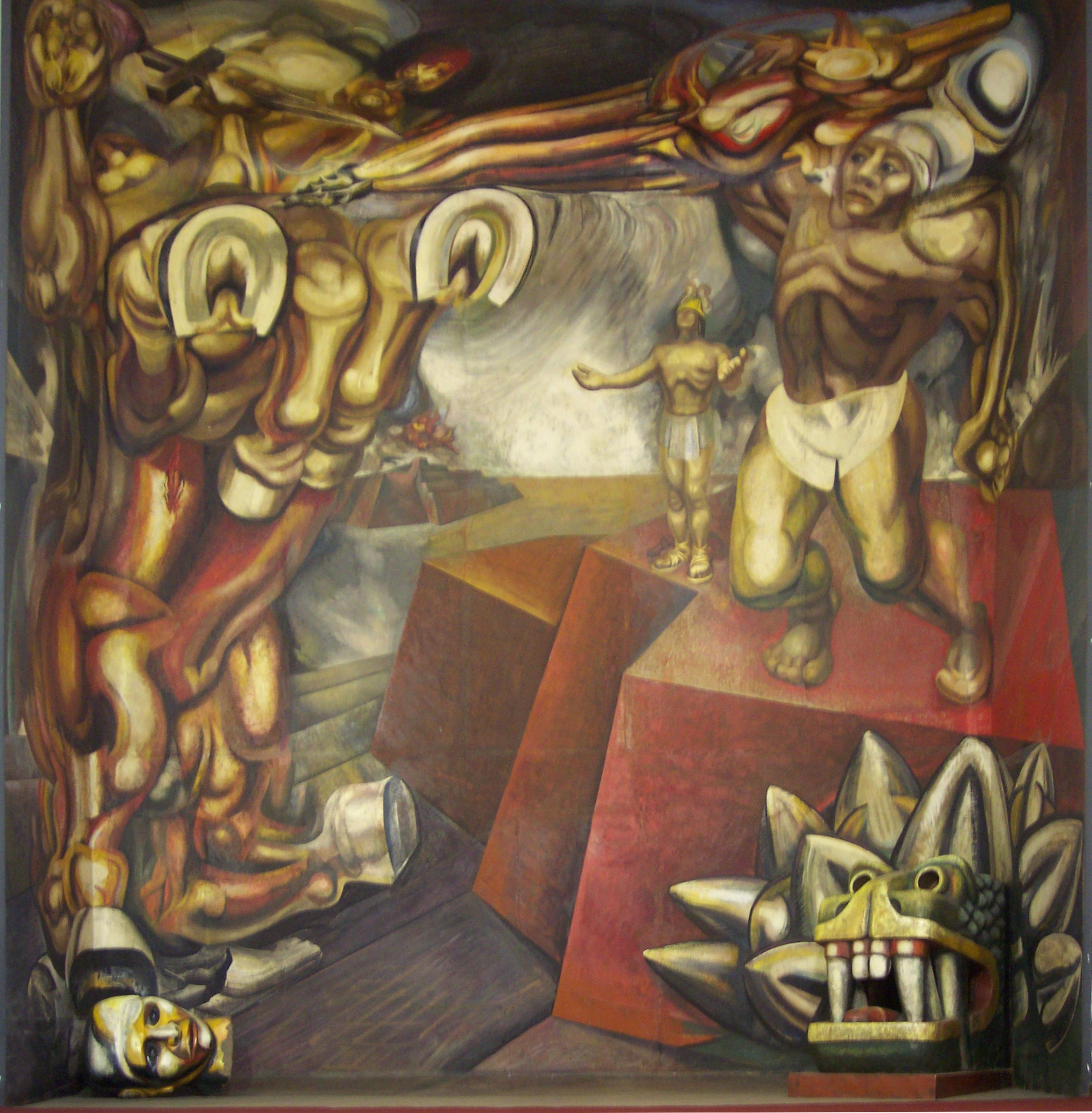
Muurschildering van David Alfaro Siqueiros